# ورقة 50 دولار كندي
ورقة 50 دولار كندي واحدة من الأوراق النقدية الأكثر شيوعًا للدولار الكندي. تصرفها أحيانًا الصرافات الآلية ولكن ليس بشكل شائع مثل ورقة 20 دولارًا كندي.
ورقة 50 دولار كندي الحالية من سلسلة فرونتير (2011 إلى الوقت الحاضر) طرحت في 26 مارس 2012. الورقة في الغالب حمراء وهي من البوليمر وهي أكثر متانة من القطن السابق. على وجه العملة صورة ويليام ليون ماكنزي كينج والمبنى المركزي من مباني البرلمان. وعلى الظهر سفينة خفر السواحل الكندية CCGS Amundsen وهي كاسحة جليد بحثية.

## سنوات الطباعة
| السلسلة               | اللون الأساسي | الوجه                           | الظهر | سنة الإصدار | تاريخ الطرح    | السحب          |
| --------------------- | ------------- | ------------------------------- | --- | ----------- | -------------- | -------------- |
| سلسلة 1935            | بني           | جورج السادس ملك المملكة المتحدة | اختراعات حديثة                                                                                                 | 1935        | 11 مارس 1935   |                |
| سلسلة 1937            | برتقالي       | جورج السادس ملك المملكة المتحدة | اختراعات حديثة                                                                                                 | 1937        | 19 يوليو 1937  |                |
| سلسلة 1954            | برتقالي       | إليزابيث الثانية                | Lockeport Beach ‏، نوفا سكوشا                                                                                   | 1954        | 9 سبتمبر 1954  |                |
| مشاهد من كندا         | أحمر          | ويليام كينج                     | جولة موسيقية لشرطة الخيالة الكندية الملكية                                                                     | 1975        | 31 مارس 1975   | 1 ديسمبر 1989  |
| سلسلة طيور كندا       | أحمر          | ويليام كينج                     | بوم ثلجي | 1988        | 1 ديسمبر 1989  | 17 نوفمبر 2004 |
| سلسلة الرحلات الكندية | أحمر          | ويليام كينج                     | الخمس المشهورات وتيريز كاسجرين، اقباس من الإعلان العالمي لحقوق الإنسان                                         | 2004        | 17 نوفمبر 2004 | 26 مارس 2012   |
| سلسلة فرونتير         | أحمر          | ويليام كينج                     | CCGS Amundsen في مياه القطب الشمالي، ونص (ᐅᑭᐅᖅᑕᖅᑐᖅ، ukiuqtaqtuq) باللغة الإنكتيتوتية وبالخلفية خريطة شمال كندا | 2012        | 26 مارس 2012   |                |

## روابط خارجية
- Bank of Canada's banknote site